# Begonia acaulis
Begonia acaulis es una especie de planta de la familia Begoniaceae. Esta begonia es originaria de Papua Nueva Guinea. La especie pertenece a la sección Diploclinium; fue descrita en 1943 por los botánicos americanos Elmer Drew Merrill (1876-1956) y Lily May Perry (1895-1992). El epíteto específico es acaulis que significa «casi no tiene madre».